# Gouden Kruisdragers Vierdaagse

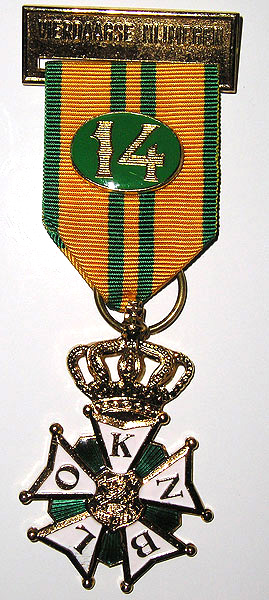
Goudenkruis

De Vereniging Gouden-Kruisdragers Vierdaagse (GKD) is opgericht op 24 juli 1951 te Nijmegen. Het ledenbestand van de vereniging bestaat uit wandelaars die de reglementair voorgeschreven afstanden van de Nijmeegse 4Daagse Afstandsmarsen ten minste tien maal met succes hebben volbracht. De vereniging stelt zich ten doel de wandelsport te bevorderen en de banden tussen de leden te versterken. Daarnaast behartigt de GKD de belangen van haar (per januari 2018 ruim 3700) leden van over de hele wereld en bekijkt kritisch de ontwikkelingen rond de Nijmeegse 4Daagse. Zo heeft de vereniging in het verleden geadviseerd bij routewijzigingen, veranderingen van startlocatie en deelname van mensen in een rolstoel.

## Missie
"In verbondenheid samen op weg". Deze missie geeft aan dat de vereniging, maar ook de individuele leden, in verbondenheid met elkaar en met de Stichting DE 4DAAGSE samen op weg zijn. Daarbij staat 'op weg' niet alleen voor het fysieke wandelen tijdens de Vierdaagse, maar ook in de overdrachtelijke zin van het woord: samen werken aan onze vereniging en aan de toekomst van 'ons' evenement. 

## Activiteiten
De vereniging kent een Algemene ledenvergadering die plaatsvindt in april. Op de maandag voor iedere 4Daagse is er een jaarlijkse bijeenkomst, voorheen in het Kolpinghuis in Nijmegen, de afgelopen jaren in het van der Valk Hotel te Lent. De reünie, het jaarlijkse uitstapje, vindt plaats in september. Alle leden ontvangen tweemaal per jaar een gedrukte of digitale uitgave van het verenigingsmagazine GOUD! met nieuws en artikelen voor en door leden. Uiteraard heeft de vereniging een eigen website en facebookpagina. Tijdens de 4Daagse kunnen leden dagelijks rusten bij het meeting point van de vereniging, dat elke dag op een andere plek langs de route te vinden is. Door het jaar heen organiseert de vereniging in samenwerking met diverse wandelsportverenigingen zogenaamde 'Powered by GKD' wandeltochten, die leden in staat stellen elkaar te ontmoeten. Ter gelegenheid van de 100ste Vierdaagse bracht de vereniging in 2016 in samenwerking met singer/songwriter Paul de Graaff een succesvolle CD uit met speciale wandelnummers. Eind 1965 nam de vereniging het initiatief voor het financieren van een marmeren bank, vervaardigd door Charles Hammes, ter ere van de 1963 overleden majoor Jaap Breunese die 40-jaar marsleider was.

## Gouden Kruis
Na het behalen van het Gouden Kruis kan men lid worden van de vereniging. Een Gouden-Kruisdrager is iemand die tien keer of vaker de Nijmeegse 4Daagse heeft uitgelopen. De naam is afkomstig van de medaille. Waar de medaille voor de eerste succesvolle deelname het Vierdaagsekruis heet, wordt de medaille voor de tiende deelname het Gouden Kruis genoemd.

## Lustrumbeloning

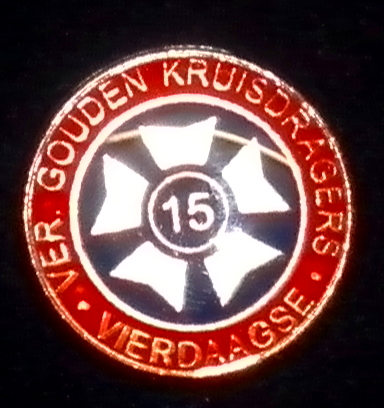
Lustrumbeloning 15x

Leden die langer dan 2 jaar lid zijn, krijgen van de vereniging bij het voltooien van een lustrum (15x, 20x etc.) een speld ter herinnering. Deze beloningen worden op een feestelijke wijze uitgereikt op de jaarlijkse reünie. Wanneer een lid niet aanwezig kan zijn, dan wordt de lustrumbeloning per post verstuurd. De hoogste lustrumbeloning werd in 2017 uitgereikt aan erelid Bert van der Lans, voor het volbrengen van zijn 70ste Vierdaagse.

## Ambassadeurs
Om de contacten met de buitenlandse leden te onderhouden kent de vereniging ambassadeurs voor België/Frankrijk, Duitsland, Zwitserland, Scandinavië, het Verenigd Koninkrijk en Verenigde Staten/Canada. 